# Colono (Grecia)

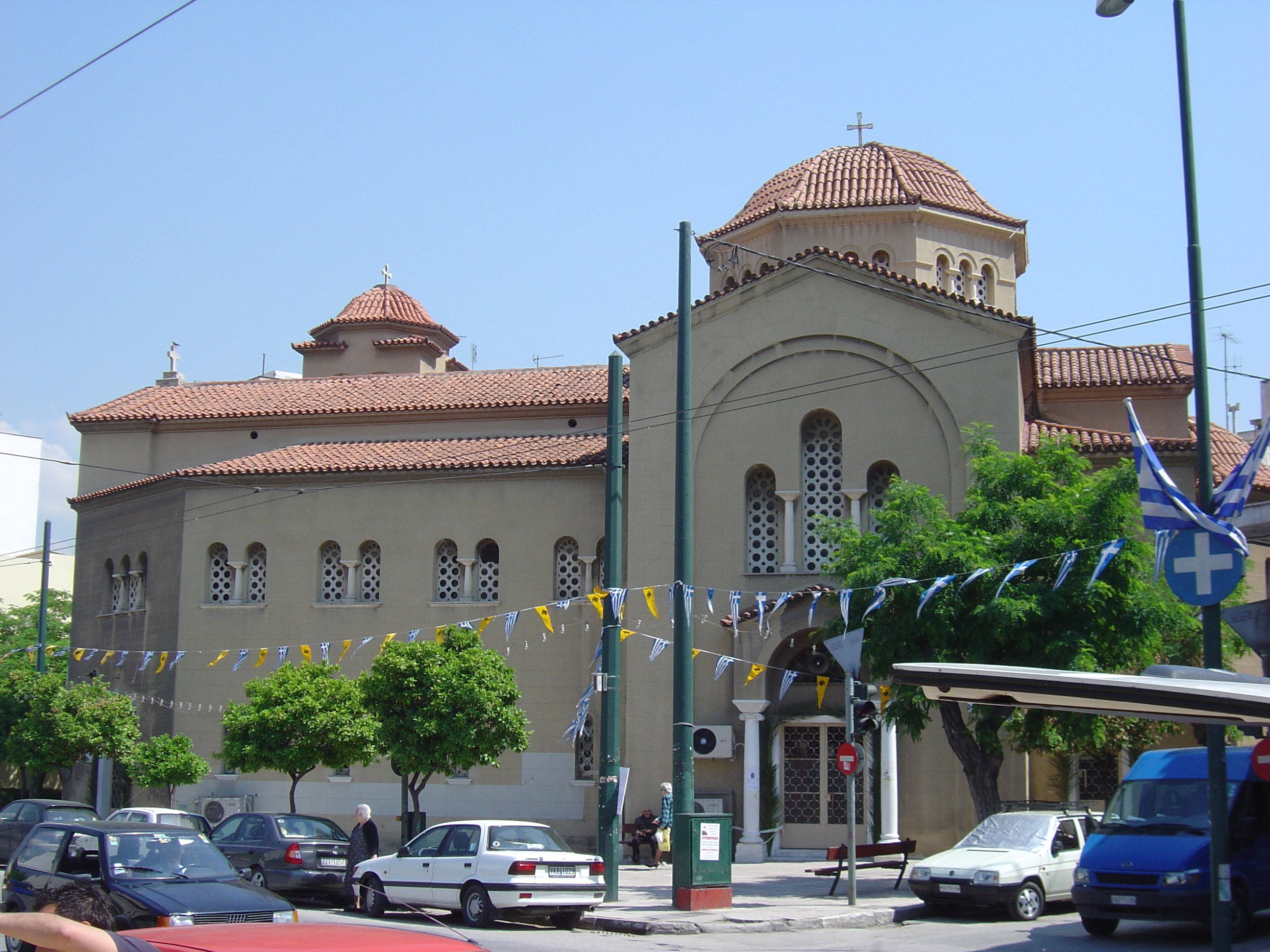
Ag. Konstantinos- Kolonos

Colono (en griego,Κολωνός) fue una ciudad del Ática, y actualmente es un barrio de la ciudad de Atenas (Grecia).
Como ciudad, ha sido muy conocida por su mención en diferentes obras, como las tragedias de Sófocles Edipo rey, Edipo en Colono y Antígona.